# Anaconda (Montana)
Anaconda, unico insediamento della Contea di Deer Lodge, si trova nelle zone montagnose del sud-ovest del Montana. Lo spartiacque continentale delle Americhe dista poco più di 10 chilometri dalla città dove la catena montuosa del Pintler raggiunge i 3.164 metri. Secondo il censimento del 2022 la popolazione era di 9 510 abitanti. Nel 2004 la popolazione viveva con un reddito pro capite di 21 163 dollari e un reddito medio per i nuclei di convivenza di 26 305 dollari. Il centro cittadino è a 1 626 metri sul livello del mare.
L'area della contea è di 1.919 km², caratterizzata da foreste, laghi e montagne.

## Statistiche
- Altitudine: 1.626 m
- Piovosità media annua: 356 mm
- Precipitazioni nevose medie annue: 15 cm
- Temperatura media annua: 6,1 °C

## Storia
Anaconda fu fondata da Marcus Daly, uno dei Re del rame, che finanziò la costruzione di una fonderia nel vicino ruscello di Warm Springs per lavorare il rame delle miniere di Butte. Nel 1883 Daly propose di chiamare il paese Copperopolis, ma il nome era stato già utilizzato per un paese di minatori nella Contea di Meagher.